# Kölliken
Kölliken (toponimo tedesco) è un comune svizzero di 4 324 abitanti del Canton Argovia, nel distretto di Zofingen.

## Monumenti e luoghi d'interesse

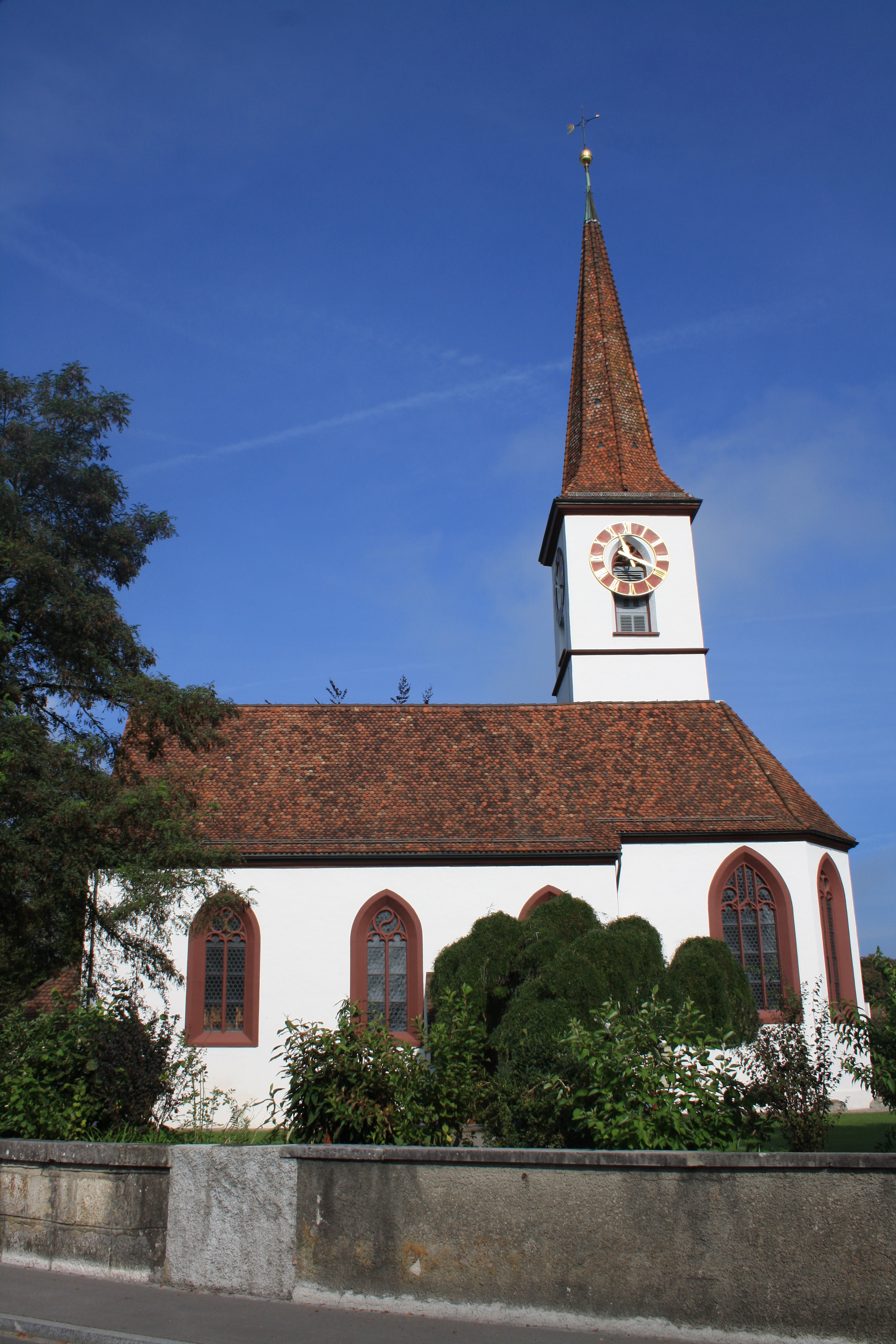
La chiesa riformata

- Chiesa riformata, eretta nel 1000 circa e ricostruita nel 1507[1];
- Chiesa cattolica, eretta nel 1964[1].

## Società

### Evoluzione demografica
L'evoluzione demografica è riportata nella seguente tabella:
Abitanti censiti

## Infrastrutture e trasporti

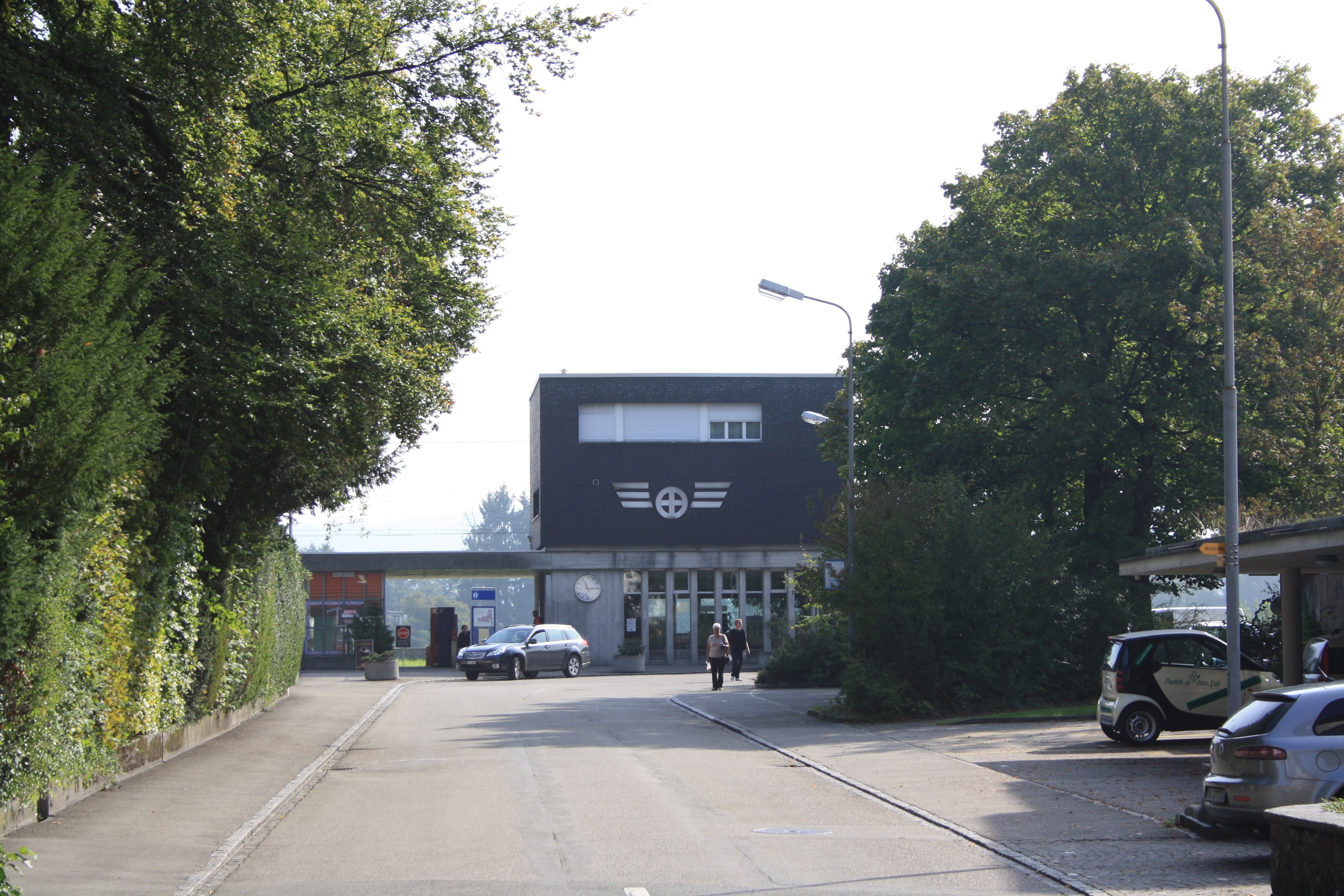
La stazione di Kölliken

Kölliken è servito dall'omonima stazione sulla ferrovia Zofingen-Wettingen.

## Amministrazione
Ogni famiglia originaria del luogo fa parte del cosiddetto comune patriziale e ha la responsabilità della manutenzione di ogni bene ricadente all'interno dei confini del comune.